# Central Coast Mariners Football Club 2020-2021
Questa voce raccoglie le informazioni riguardanti il Central Coast Mariners Football Club nelle competizioni ufficiali della stagione 2020-2021

## Rosa
| N. |                          | Ruolo | Calciatore       |
| -- | ------------------------ | ----- | ---------------- |
| 1  | Australia (bandiera)     | P     | Mark Birighitti  |
| 3  | Australia (bandiera)     | D     | Lewis Miller     |
| 4  | Australia (bandiera)     | C     | Josh Nisbet      |
| 5  | Australia (bandiera)     | D     | Stefan Nigro     |
| 6  | Nuova Zelanda (bandiera) | C     | Gianni Stensness |
| 8  | Australia (bandiera)     | C     | Oliver Bozanic   |
| 11 | Australia (bandiera)     | D     | Jack Clisby      |
| 12 | Costa Rica (bandiera)    | A     | Marco Ureña      |
| 14 | Australia (bandiera)     | C     | Daniel Bouman    |
| 15 | Australia (bandiera)     | D     | Kye Rowles       |
| 19 | Australia (bandiera)     | A     | Matthew Simon    |

| N. |                      | Ruolo | Calciatore      |
| -- | -------------------- | ----- | --------------- |
| 20 | Australia (bandiera) | P     | Adam Pearce     |
| 21 | Australia (bandiera) | D     | Ruon Tongyik    |
| 22 | Polonia (bandiera)   | C     | Michał Janota   |
| 23 | Australia (bandiera) | D     | Daniel Hall     |
| 25 | Australia (bandiera) | C     | Matthew Hatch   |
| 26 | Australia (bandiera) | C     | Jaden Casella   |
| 29 | Australia (bandiera) | A     | Alou Kuol       |
| 30 | Australia (bandiera) | A     | Jordan Smylie   |
|    | Australia (bandiera) | C     | Dylan Ruiz-Diaz |
|    | Serbia (bandiera)    | C     | Stefan Janković |
|    | Australia (bandiera) | C     | Louis Khoury    |